# Moenkhausia icae
Moenkhausia icae és una espècie de peix de la família dels caràcids i de l'ordre dels caraciformes.

## Morfologia
- Els mascles poden assolir 8,4 cm de llargària total.[6]

## Alimentació
Menja invertebrats.

## Hàbitat
Viu a àrees de clima tropical entre 22 °C - 28 °C de temperatura.

## Distribució geogràfica
Es troba a Sud-amèrica: rius Amazones, Orinoco i rius costaners de la Guaiana i Surinam.